# Todd Hlushko
Todd Bradley Hlushko (* 7. Februar 1970 in Toronto, Ontario) ist ein ehemaliger kanadischer Eishockeyspieler. Seit Mai 2016 arbeitet er als Scout für den DEL-Verein Adler Mannheim.
Er spielte in der NHL für die Philadelphia Flyers, die Calgary Flames und die Pittsburgh Penguins. In der DEL war er für die Kölner Haie, die Adler Mannheim und die Hannover Scorpions aktiv.

## Spielerkarriere
Der 1,80 m große Flügelstürmer begann seine Karriere bei verschiedenen Teams in der kanadischen Juniorenliga OHL, bevor er beim NHL Entry Draft 1990 als 240. in der zwölften Runde von den Washington Capitals ausgewählt (gedraftet) wurde.
Seinen ersten NHL-Einsatz absolvierte der Linksschütze jedoch erst in der Saison 1993/94 für die Philadelphia Flyers, zu denen er nach zwei Jahren bei den Baltimore Skipjacks, einem AHL-Farmteam der Capitals, transferiert wurde. Nach einem Jahr bei den Flyers wechselte Hlushko zu den Calgary Flames, doch auch hier kam er in vier Jahren nicht über die Rolle eines Ergänzungsspielers hinaus, was sich auch bei seiner letzten NHL-Station, den Pittsburgh Penguins, nicht änderte.
Zur Saison 1999/00 unterschrieb der Kanadier einen Vertrag bei den Kölner Haien aus der Deutschen Eishockey Liga, es folgten vier Spielzeiten bei den Adler Mannheim, mit denen er unter anderem 2001 die deutsche Meisterschaft gewinnen konnte. Seine professionelle Karriere beendete Hlushko 2005 bei den Hannover Scorpions, danach spielte er noch für verschiedene kanadischen Amateurteams.

### International
Mit der kanadischen Eishockeynationalmannschaft gewann Todd Hlushko bei den Olympischen Spielen 1994 die Silbermedaille, außerdem bestritt er die Eishockey-Weltmeisterschaft 1995 und gewann mit dem Team Canada Bronze.

## Nach der Spielerkarriere
Hlushko tritt bei Radio- und Fernsehsendern in Kanada unter anderem als Analyst für die Partien der Toronto Maple Leafs auf. Im Mai 2016 wurde er von den Adlern Mannheim aus der Deutschen Eishockey Liga (DEL) zum Repräsentanten und Scout in Nordamerika berufen.

## Erfolge und Auszeichnungen
- 1999 Spengler-Cup-Gewinn mit den Kölner Haien
- 2001 Deutscher Meister mit den Adler Mannheim

### International
- 1994 Silbermedaille bei den Olympischen Winterspielen
- 1995 Bronzemedaille bei der Weltmeisterschaft

## Karrierestatistik
(Legende zur Spielerstatistik: Sp oder GP = absolvierte Spiele; T oder G = erzielte Tore; V oder A = erzielte Assists; Pkt oder Pts = erzielte Scorerpunkte; SM oder PIM = erhaltene Strafminuten; +/− = Plus/Minus-Bilanz; PP = erzielte Überzahltore; SH = erzielte Unterzahltore; GW = erzielte Siegtore; 1 Play-downs/Relegation; Kursiv: Statistik nicht vollständig)